# Jo Akepsimas
 (janvier 2025).
Si vous disposez d'ouvrages ou d'articles de référence ou si vous connaissez des sites web de qualité traitant du thème abordé ici, merci de compléter l'article en donnant les références utiles à sa vérifiabilité et en les liant à la section « Notes et références ».
Jo Akepsimas, né le 14 avril 1940 à Athènes, est un chanteur et compositeur français d'origine grecque.
Il est l'auteur de la musique de nombreux chants religieux chrétiens et chants pour enfants. Il est également orchestrateur de nombreux disques, dont ceux de Mannick, avec laquelle il collabore régulièrement depuis les années 1970.

## Biographie
Jo Akepsimas arrive en France en 1958. Il a alors 18 ans et commence des études de lettres classiques et de musique, prépare un doctorat sur Platon, puis il se consacre entièrement à la musique à 28 ans. Croyant, très intéressé par la liturgie catholique et par la théologie sous-jacente, il se crée un style personnel inspiré par la musique classique, le jazz et le folklore.
Il enregistre son premier disque en 1968, composé de chants destinés à être chantés pendant la messe : Peuples battez des mains.
En 1969, il est l'un des fondateurs du groupe Crëche.
Il a plus de quarante disques à son actif, soit plus de 500 titres.
Il collabore régulièrement avec des paroliers comme Didier Rimaud, Claude Bernard, Raoul Mutin et surtout Michel Scouarnec, avec qui il a créé un répertoire de chants liturgiques couramment utilisé dans les paroisses du monde francophone.
Sa deuxième passion est la musique pour enfants, aussi bien dans le domaine de la chanson tous publics (sans caractère religieux) que dans le domaine de la chanson catéchétique et liturgique. Marie-Annick Rétif, dite Mannick, et Jo Akepsimas sont à l'origine d'environ 500 chansons : la série Cigales, qui regroupe des chansons sans rapport direct avec la religion, La Chanson de l'Évangile en trois volumes, Comme un câlin, etc.
On lui doit également la plupart des musiques de Télétactica, un space-opéra « interactif » destiné aux enfants, qui a été diffusé en 1982 sur Antenne 2.
En décembre 2021, il est choisi pour composer la messe que le pape François célèbre à Athènes.

## Compositions
Quelques œuvres, parmi les plus connus de ses chants religieux :
- Aube nouvelle (paroles de Michel Scouarnec) E 130
- Dans le soleil ou le brouillard (paroles de Michel Scouarnec) T 85
- Dieu qui nous appelle à vivre (paroles de Michel Scouarnec) K 158
- L'amour a fait les premiers pas (paroles de Marc Ginot) G 204
- Laisse parler en toi la voix de l'étranger (paroles de Michel Scouarnec) I 560
- Si l'espérance t'a fait marcher  (paroles de Michel Scouarnec)  G 212
- Laisserons-nous à notre table (paroles de Michel Scouarnec) E 161
- Le vent souffle où il veut (paroles de Michel Scouarnec) R 50
- Petite messe (paroles AELF) AL 179
- Peuple de frères (paroles de Michel Scouarnec) T 122
- Quand il disait à ses amis (paroles de Didier Rimaud) I 165-1
- Quand s'éveilleront nos cœurs (paroles de Michel Scouarnec) E 160
- Réveille les sources de l'eau vive (paroles de Michel Scouarnec) G 548
- Signes par milliers (paroles de Claude Bernard) K 226
- Souffle imprévisible (paroles de Claude Bernard) K 28-44

## Discographie
- 1968 : Peuples battez des mains (33 tours)
- 1976 : Jo Akepsimas chante pour les enfants (33 tours)
- 1977 : Le maringouin Mannick et Jo Akepsimas (33 tours)
- 1978 : Lumière de midi (33 tours)
- 1979 : En lettres de lumière (33 tours)
- 1979 : La chanson de l'Évangile (33 tours)
- 1979 : Il y a tant de mots (33 tours)
- 1981 : Chante pour les enfants-n°2 (33 tours)
- 1982 : Télétactica, Les Mémoires Volées (33 tours)
- 1985 : Chante pour les enfants - 4 et 3 font 8 (33 tours)
- 1989 : Sur les routes de l'Alliance. Signes par milliers. Messe de l'Alliance (CD)
- 1991 : Chants liturgiques. Messes et chants pour l'eucharistie. (CD)
- 1993 : La farandole des animaux (CD)
- 1997 : Du côté de Noël (CD)
- 1997 : Il nous précède en Galilée (CD)
- 1998 : Anthologie des chants liturgiques (CD)
- 2000 : Mannick et Jo chantent Noël pour les enfants (CD)
- 2000 : Petit bonhomme - avec Jo Akepsimas (CD)
- 2000 : Cigales (CD)
- 2000 : Jo Akepsimas chante pour les enfants (CD)
- 2004 : La chanson de l'Évangile (CD)
- 2004 : Messe pour toute l'année, en famille, en Église (CD)
- 2004 : Messe «Pour un dernier adieu», célébration des funérailles (CD)
- 2004 : Chants liturgiques : Anthologie (5 CD)
- 2006 : Chemin de Louange : (Créé pour «Le Chemin de Louange» au Col du St-Bernard) (1 CD commenté + 1 livret ft A4 (séparé  (ISBN 2910257592))- paroles de Claude Bernard et partitions)
- ? : Allez dire (33 tours)